# Izaro Assa de Amilibia
Izaro Assa de Amilibia es una consultora financiera y activista LGBT+ española. Es responsable de Diversidad en BBVA, presidenta del Observatorio Nacional de Inteligencia Colectiva OBINCO y ex presidenta de la Red Empresarial por la Diversidad e Inclusión Española (REDI).
Durante la legislatura comprendida entre 20 de octubre de 2010 y 22 de julio de 2011, fue Directora General de Igualdad , bajo el paraguas de la Secretaría de Estado que albergó Bibiana Aído en el Ministerio de Igualdad del Gobierno de España.
Durante su labor como responsable de Diversidad en BBVA, diseñó una estrategia de transformación cultural de la organización basada en sus conocimientos de antropología. Ha recibido distintos reconocimientos y su trabajo ha sido Case Study en escuelas de negocios.
Como presidenta de REDI, ha incentivado y potenciado la diversidad en el ámbito empresarial, desmarcándose del pinkwashing.
Asesora de partidos políticos emergentes, algunos de los cuales han formado el actual gobierno nacional, y experta en arquitecturas participativas, es demandada desde las organizaciones públicas y privadas por su capacidad de transformación social.
En 2021 fue elegida unas de los seis personajes 'de bandera' del Anuario de Shangay, junto a Abril Zamora, Alaska, Bob Pop, Supremme de Luxe y Víctor Gutiérrez. Ese mismo año, el diario El Mundo la icnluyó en su lista de Los 100 LGTBIQ+ más influyentes de España en el cuarto puesto, primera mujer, y recibió el premio nacional a la Influencia Social celebrado en Jaén.